# Ptecticus sumatranus
Ptecticus sumatranus är en tvåvingeart som beskrevs av Günther Enderlein 1914. Ptecticus sumatranus ingår i släktet Ptecticus och familjen vapenflugor. Inga underarter finns listade i Catalogue of Life.